# Aker BP
Aker BP ASA er et norsk olieefterforsknings- og olieudvindingsvirksomhed. De fokuserer på olie ressourcer i den norske del af Nordsøen. Hovedkontoret er i Fornebu, Oslo med kontorer i Trondheim, Stavanger og Harstad.
I 2016 fusionerede Det Norske Oljeselskap og BP Norge. Virksomhedens nye navn blev Aker BP ASA.
I 2019 ejede Aker 40 % af aktierne og BP ejede 30 % af aktierne.